# Маккосланд, Росс
Росс Маккосланд (англ. Ross McCausland; род. 12 мая 2003, Антрим) — североирландский футболист, нападающий клуба «Рейнджерс» и сборной Северной Ирландии.

## Клубная карьера
Маккосланд — воспитанник клубов «Каунти Антрим», «Линфилд» и шотландского «Рейнджерс». 14 мая 2022 года в матче против «Харт оф Мидлотиан» он дебютировал в шотландской Премьер-лиге в составе последнего. 30 ноября 2023 года в поединке Лиги Европы против кипрского «Ариса» Росс забил свой первый гол за «Рейнджерс». В 2024 году игрок помог клубу выиграть Кубок шотландской лиги.

## Международная карьера
17 ноября 2023 года в отборочном матче чемпионата Европы 2024 против сборной Финляндии Маккосланд дебютировал за сборную Северной Ирландии.

## Достижения
«Рейнджерс»
- Обладатель Кубка шотландской лиги: 2023/2024